# Фиттония беложильчатая
Фиттония беложильчатая (лат. Fittonia albivenis) — вид растений рода Fittonia (Фиттония), семейства Акантовые (Acanthaceae). Вечнозеленый многолетник с темно-зеленой листвой и сильно контрастирующими белыми или красными прожилками. В англоязычной литературе растение также называют «жилковым растением» или «мозаичным растением». В регионах с умеренным климатом где температура опускается ниже 10° C (50° F), выращивают как комнатное растение. Часто используется в декоративных целях для украшения террариумов.

## Описание

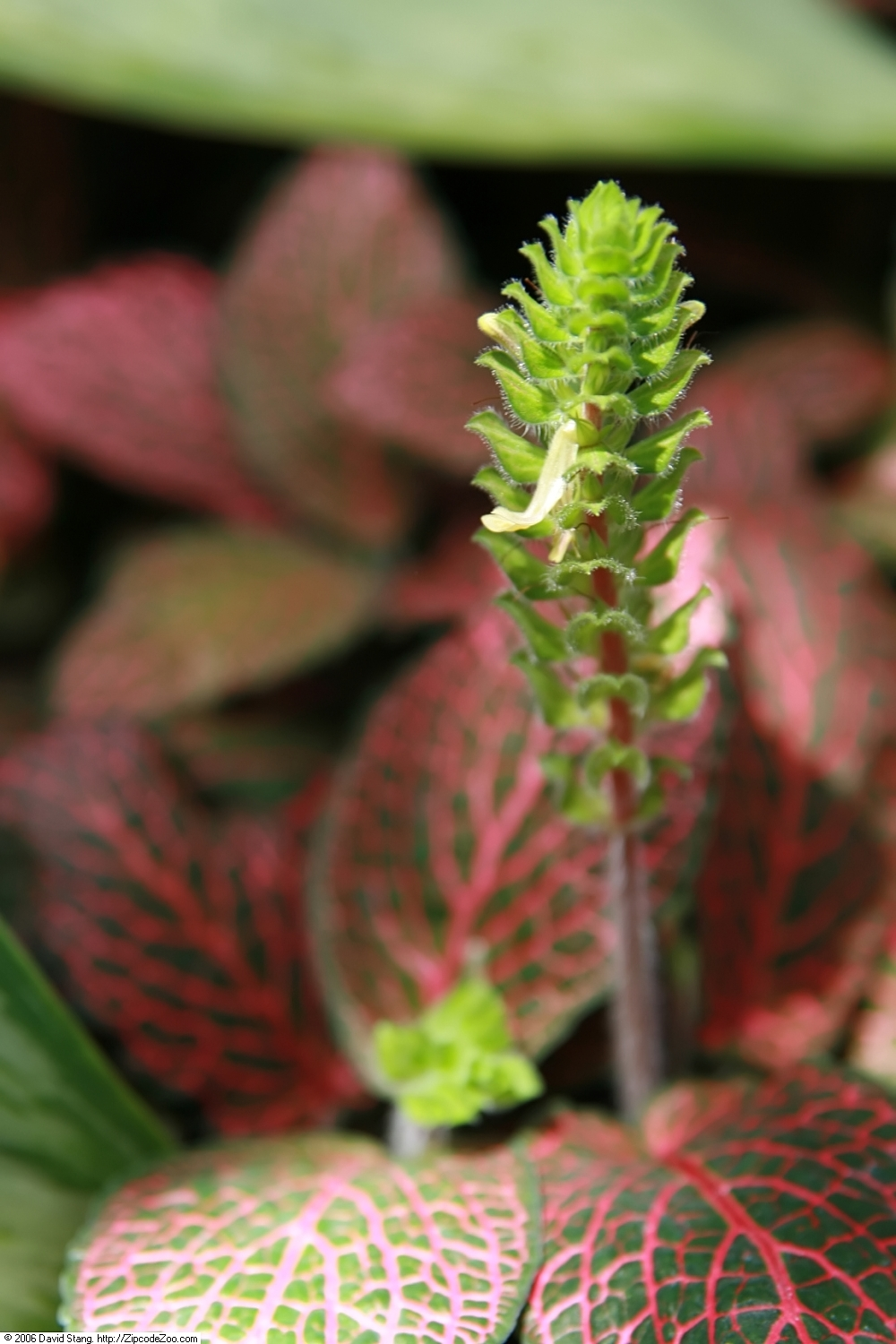
Соцветие

Многолетние низкорослые травянистые растения со стелющимися опушенными побегами. Цветки сернисто-желтые, одиночные, сидячие, собранные в верхушечные колосовидные соцветия в пазухах прицветников.
Используется в качестве лекарственного растения.

## Распространение
Боливия, Северная Бразилия, Колумбия, Эквадор, Перу, Венесуэла. В дикой природе обитает в болотистой местности с высоким уровнем влажности.

## Таксономия
Fittonia albivenis (Lindl. ex Veitch) Brummitt, первое упоминание в Bot. Mag. 182: 165 (1979).

#### Синонимы
Гомотипные (основанные на одном и том же номенклатурном типе):
- Adelaster albivenis Lindl. ex Veitch (1861)

Гетеротипные (основанные на разных номенклатурных типах):
- Eranthemum rubrovenium J.J.Veitch (1863)
- Fittonia argyroneura Coem. (1866)
- Fittonia pearcei (H.J.Veitch) Verschaff. (1868)
- Fittonia verschaffeltii (Lem.) Van Houtte (1865)
- Gymnostachyum argyroneurum (Coem.) J.Verschaff. (1868)
- Gymnostachyum pearcei H.J.Veitch (1867)
- Gymnostachyum verschaffeltii Lem. (1863)

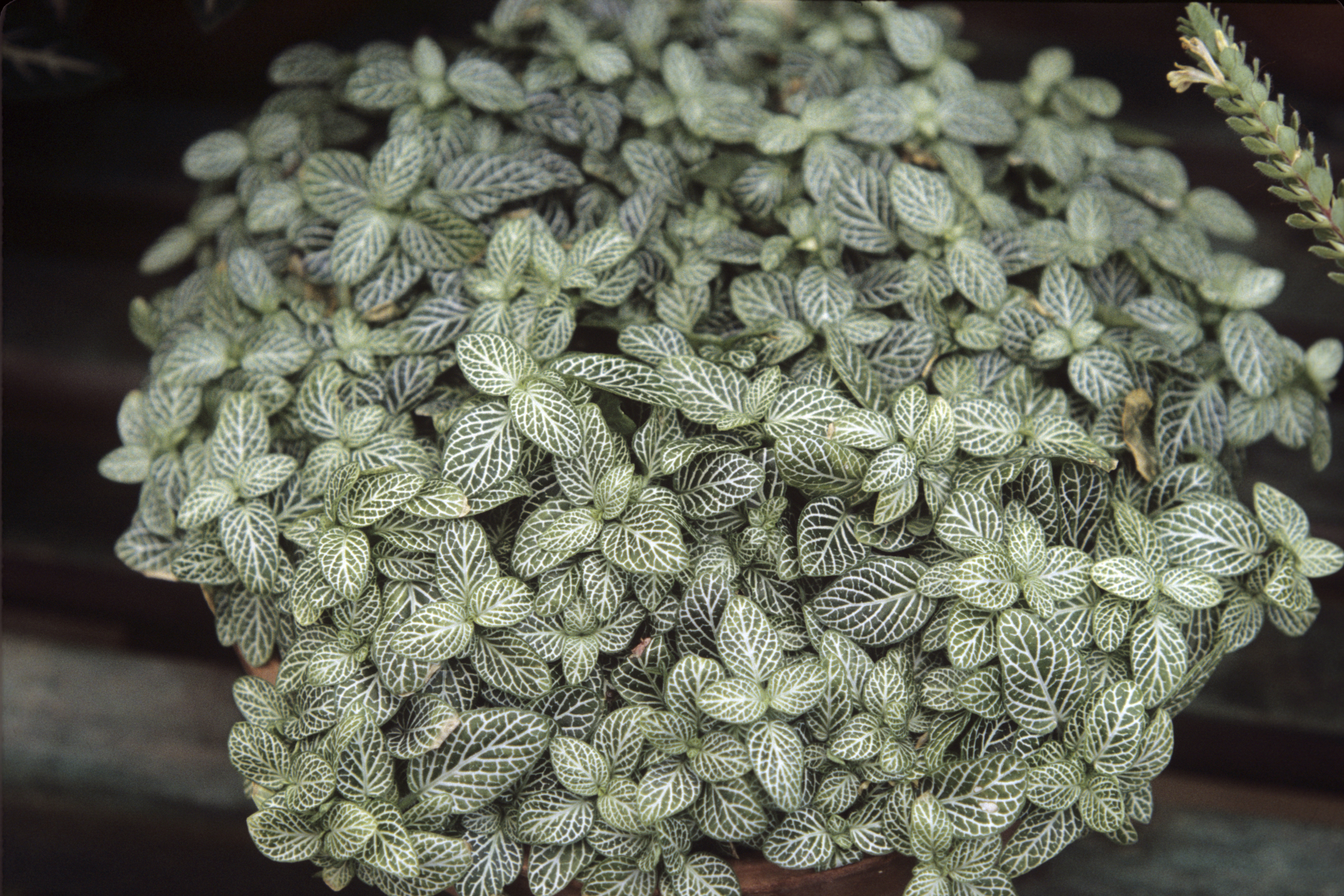
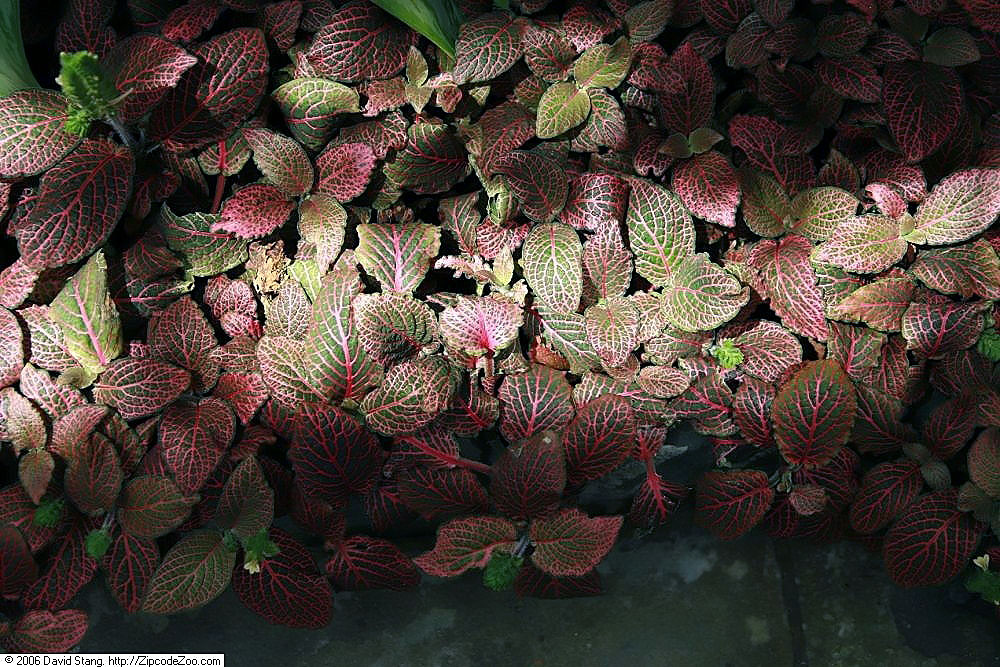
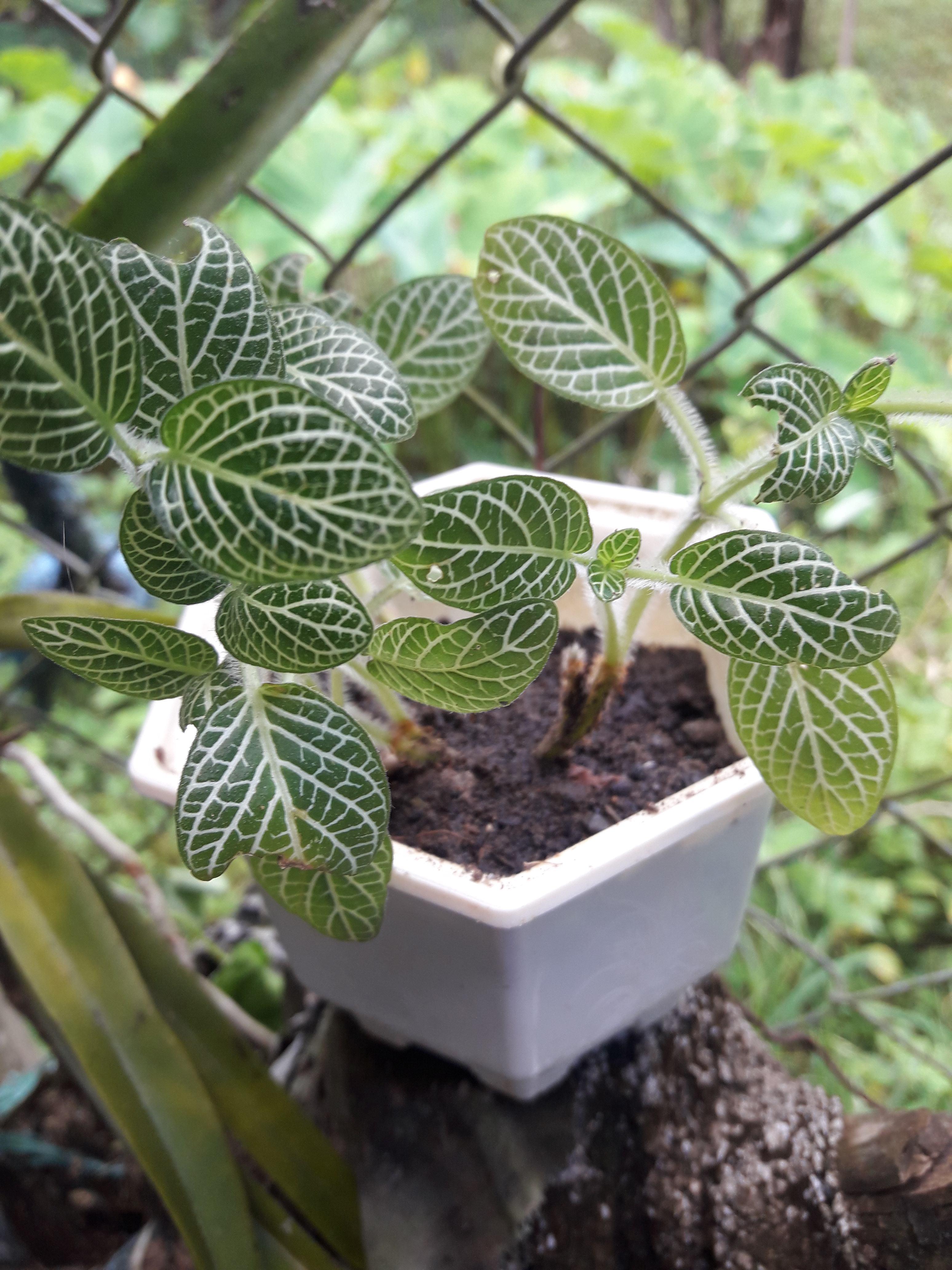
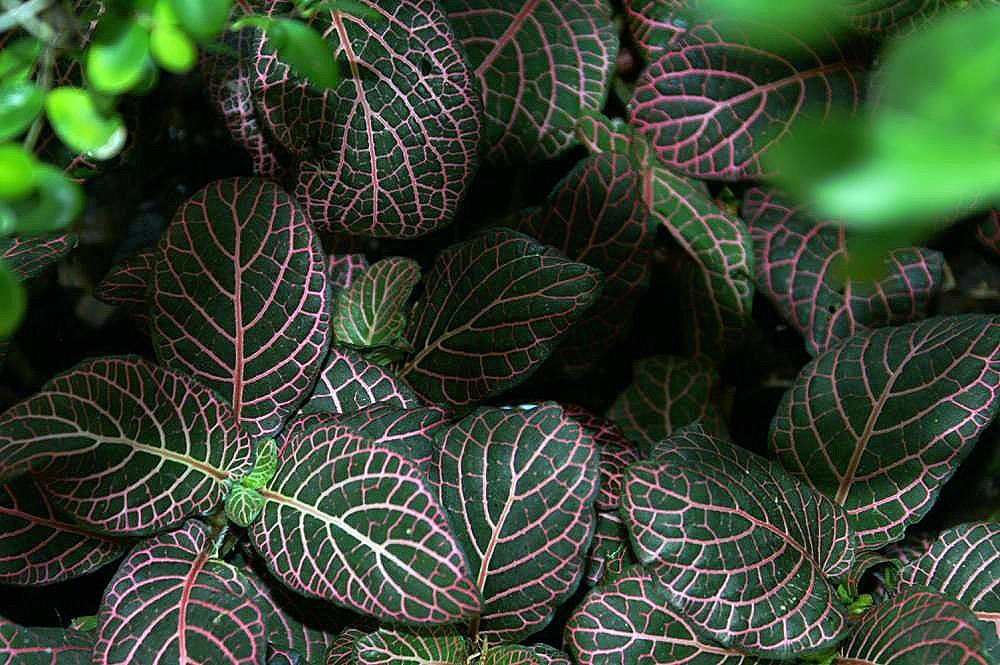

## Выращивание в условиях комнатной культуры
Месторасположение: Светолюбива, выносит полутень. Нуждается в защите от прямых солнечных лучей. Температура: В весенне-летний период 21-25 °C, осенне-зимний 18-19 °C. Земляная смесь: Дерновая, хвойная земля, торф и песок (1:1:0,5:0,5). Полив: Летом — обильный, зимой умеренный. Требуется ежедневное опрыскивание. Уход: Подкармливают в период вегетации 2 раза в месяц комплексным минеральным удобрением. Пересаживают по мере необходимости.